# Даймонд, Рид
Рид Э́двард Да́ймонд (англ. Reed Edward Diamond, род. 20 июля 1967, Нью-Йорк) — американский актёр. Наиболее известен ролью Джека Вассера, брата главного героя, в сериале «Путешественник» и ролью Лоуренса Доминика в «Кукольном доме».

## Биография
Рид Даймонд — сын телережиссёра Роберта и астролога Элисон Даймондов. Родители развелись, когда он был ребёнком. Даймонд окончил Университет Северной Каролины в Чапел-Хилл, учился в полицейской академии Лос-Анджелеса и в Джульярдской школе. Играл на Бродвее, снимался во многих телесериалах. Наиболее известная роль — детектив Майк Келлерман в сериале «Убойный отдел».
В 1995—1997 годах был женат на актрисе Фредерике Кестен. В 2004 году женился на актрисе Марни Макфэйл (род. 1966), супруги живут в Лос-Анджелесе.

## Избранная фильмография
| Год       |   | Русское название                 | Оригинальное название        | Роль                        |
| --------- | - | -------------------------------- | ---------------------------- | --------------------------- |
| 1990      | ф | Мемфисская красотка              | Memphis Belle                | сержант Верджил Хугестегер  |
| 1994      | ф | Прямая и явная угроза            | Clear and Present Danger     | начальник береговой охраны  |
| 1995      | ф | Наёмные убийцы                   | Assassins                    | Боб                         |
| 1995—1998 | с | Убойный отдел                    | Homicide: Life on the Street | детектив Майк Келлерман     |
| 1999—2003 | с | Справедливая Эми                 | Judging Amy                  | Стюарт Коллинз              |
| 2002—2006 | с | Щит                              | The Shield                   | Терри Кроули / фотограф     |
| 2003      | ф | S.W.A.T.: Спецназ города ангелов | S.W.A.T.                     | офицер Дэвид Берресс        |
| 2004      | ф | Человек-паук 2                   | Spider-Man 2                 | Элджернон                   |
| 2004—2005 | с | Западное крыло                   | The West Wing                | доктор Майк Гордон          |
| 2005      | ф | Доброй ночи и удачи              | Good Night, and Good Luck    | Джон Аарон                  |
| 2009—2010 | с | Кукольный дом                    | Dollhouse                    | Лоренс Доминик              |
| 2011—2013 | с | Менталист                        | The Mentalist                | Рэй Хаффнер                 |
| 2012—2013 | с | Кости                            | Bones                        | специальный агент Хэйс Финн |
| 2014—2018 | с | Агенты «Щ.И.Т.»                  | Agents of S.H.I.E.L.D.       | Дэниел Уайтхолл             |
| 2015      | с | Сосны                            | Wayward Pines                | Харольд Боллинджер          |
| 2015      | с | Особое мнение                    | Minority Report              | Генри Бломфельд             |
| 2016—2018 | с | Последний кандидат               | Designated Survivor          | Джон Форстелл               |
| 2018      | с | Судная ночь                      | The Purge                    | Альберт Стентон             |
| 2019      | с | Террор                           | The Terror                   | полковник Столлингс         |
| 2020      | с | 13 причин почему                 | 13 Reasons Why               | Хансен Фаундри              |